# Климатическое исполнение
Климати́ческое исполне́ние — виды климатического исполнения машин, приборов и других технических изделий. На территории Российской Федерации определены в ГОСТ 15150-69. Климатическое исполнение, как правило, указывается в последней группе знаков обозначений технических устройств.
Буквенная часть обозначает климатическую зону:
- У — умеренный климат (–45…+40° С);
- ХЛ — холодный климат (–60…+40° С);
- УХЛ — умеренный и холодный климат (–60…+40° С);
- Т — тропический климат (+1…+50° С);
- М — морской умеренно-холодный климат (–40…+40° С);
- О — общеклиматическое исполнение (кроме морского) (–60…+50° С);
- ОМ — общеклиматическое морское исполнение (–40…+45° С);
- В — всеклиматическое исполнение (–60…+50° С).

Следующая за буквенной цифровая часть означает категорию размещения:
- 1 — на открытом воздухе;
- 2 — под навесом или в помещении, где условия такие же, как на открытом воздухе, за исключением солнечной радиации, атмосферных осадков;
- 3 — в закрытом помещении без искусственного регулирования климатических условий;
- 4 — в закрытом помещении с искусственным регулированием климатических условий (вентиляция, отопление);
- 5 — в помещениях с повышенной влажностью, без искусственного регулирования климатических условий.